# 조천진성
조천진성(朝天鎭城)은 대한민국 제주특별자치도 제주시 조천읍 조천리에 있는 조선시대의 방어유적이다. 2015년 3월 25일 제주특별자치도의 기념물 제68호로 지정되었다.

## 지정사유
제주도내 9개 진성 가운데 하나로서 조천포구에 위치하고 있다. 성곽의 원형이 상당부분 잘 남아 있어 진성 등의 성곽분야 연구에 중요한 가치가 있으며, 유형문화재로 지정된 연북정과 함께 역사문화경관적 가치가 뛰어나므로 제주특별자치도 문화재로 지정한다.

## 같이 보기
- 연북정 - 제주특별자치도 유형문화재 제3호
- 조천항 - 지방어항

## 참고 자료
- 위키미디어 공용에 조천진성 관련 미디어 분류가 있습니다.
- 조천진성 - 국가유산청 국가유산포털